# 유로콥터 AS565 팬서
유로콥터 AS565 팬서는 쌍발엔진 다목적 중형헬기인 유로콥터 AS365 돌핀의 군용 버전이다. 팬서는 전투공격, 화력지원, 대잠전, 지상전, 탐색구조, 의료 등 매우 광범위한 군사적 목적에 사용된다. 이스라엘 최대 배수량(1200톤)의 수상함인 사르5급 초계함에 탑재되며, 한국에서는 해양경찰청에서 사용하고 있다.

## 대한민국
대한민국 해양경찰청에서 5대를 운용중이다.
최초 도입시 6대였으나, 2015년 3월 13일 발생한 가거도 헬기 추락사고 때 서해해양경비안전본부 항공단 소속 1대가 손실되어 5대를 보유하고 있다.

## 제원
일반 특성
- 승무원: 2명
- 수송가능인원: 10명
- 길이: 13.68m
- 높이: 3.97m
- 항공기중량: 2380 kg
- 이륙중량: 4300 kg
- 엔진: 852마력 엔진 2개
- 주익길이: 11.94m

성능
- 최대속도: 306 km/h
- 순항높이: 5865m
- 최대상승속도: 8.9 m/s

무장
- 기관포: Giat M621 20mm 기관포 포드
- 로켓포: 68mm, 히드라 70 70mm 무유도 로켓포
- 미사일:
  - 미스트랄 공대공미사일
  - HOT 대전차미사일
  - AS 15 TT, 시베놈 공대지미사일
  - Mk46 어뢰

## 같이 보기
- 유로콥터 AS365 돌핀
- 유로콥터 EC 155
- 벨 412 - 단발엔진, 2엽날개인 UH-1을 쌍발엔진, 4엽날개로 개량
- UH-1Y Venom
- 링크스
- 아구스타웨스트랜드 AW159
- Kaman SH-2G Super Seasprite